# Лав Ънлимитид Оркистра
„The Love Unlimited Orchestra“ e американски струнен оркестър, създаден през 1973 г. в Сан Педро, Калифорния от Бари Уайт.

## История
Сформирането на оркестъра е специално за записа на първата дългосвиреща плоча на протежираното от Barry White женско вокално трио Love Unlimited. През 1973 г. The Love Unlimited Orchestra издават и своя първи сингъл. Това е инструменталната композиция „Love's Theme“, която е включена в дебютния им албум от 1974 г. „Rhapsody in White“. През същата 1974 г. The Love Unlimited Orchestra издават общо 3 албума, които подготвят почвата за появата на диско стила. През 1976 г. оркестъра издава албума „My Sweet Summer Suite“ в записите на който участва и новия член саксофониста Kenny Gorelick, познат под името Kenny G., станал популярен по-късно като солов изпълнител. „Rise“ от 1983 г. е последната им 10-а плоча, като самостоятелен състав след което The Love Unlimited Orchestra продължават като поддържаща струнна секция към изпълненията, в студиото и на сцената на Barry White.
Инструменталната композиция „Love's Theme“ от 1973 г. е най-големият хит на The Love Unlimited Orchestra с автор Barry White. За една седмица тази композиция се изкачва до №1 в САЩ и е №10 в класацията на Обединеното кралство е и се достига тираж за Златен статус на 7 февруари 1974 година.
Някои от музикантите участвали в оркестъра: David T. Walker, Emmett North Jr., Don Peake, Ernie Watts, Gene Page, Kenny Gorelick(Kenny G), Lee Ritenour, Steve Guillory Sr., Wah Wah Watson(Melvin Ragin), Ray Parker Jr., Nathan East, Stella Castelucci и други.

## Дискография
- 1974-Rhapsody in White
- 1974-Together Brothers(O.S.T)
- 1974-White Gold
- 1975-Music Maestro Please
- 1976-My Sweet Summer Suite
- 1978-My Musical Bouquet
- 1979-Super Movie Themes-Just A Little Bit Different
- 1981-Welcome Aboard – Presents Mr. Webster Lewis
- 1981-Let 'Em Dance
- 1983-Rise